# Сегура-и-Саэнс, Педро
Педро Сегура-и-Саэнс (исп. Pedro Segura y Sáenz; 4 декабря 1880, Карасо, Испания — 8 апреля 1957, Мадрид, Испания) — испанский кардинал. Титулярный епископ Аполлонии Иллирийской и вспомогательный епископ Вальядолида с 14 марта 1916 по 10 июля 1920. Епископ Сории с 10 июля 1920 по 20 декабря 1926. Архиепископ Бургоса с 20 декабря 1926 по 19 декабря 1927. Архиепископ Толедо и примас Испании с 19 декабря 1927 по 26 сентября 1931. Архиепископ Севильи с 14 сентября 1937 по 8 апреля 1957. Кардинал-священник с 19 декабря 1927, с титулом церкви Санта-Мария-ин-Трастевере с 28 октября 1929.